# Landkreis Neustadt an der Waldnaab
Landkreis Neustadt an der Waldnaab (eller: Landkreis Neustadt a.d.Waldnaab) ligger i den nordlige del af Regierungsbezirk Oberpfalz  i den tyske delstat Bayern.  Naboer er mod nord Landkreis Tirschenreuth, mod øst den tjekkiske Plzeňský kraj, mod syd Landkreisene Schwandorf og Amberg-Sulzbach og mod vest Landkreis Bayreuth. Den kreisfri by Weiden in der Oberpfalz ligger som en enklave midt i Landkreis Neustadt. Landkreisene Neustadt og Tirschenreuth samt byen  Weiden udgør Regionen Nordoberpfalz.

## Geografi
Dele af Oberpfälzer Wald og Oberpfälzer Hügelland (bakkeland) ligger i landkreisen. De største floder ei området er Waldnaab, Haidenaab, Fichtelnaab og Pfreimd, alle sammen kilde- eller bifloder til  Naab, Der dannes ved sammenløbet af Waldnaab og Haidenaab i den sydlige del af landkreisen.

### Trafik
Hovedlinjen i jernbanetrafikken  følger Naabdalen fra nord mod syd; her har AG der Bayerischen Ostbahnen i 1863 bygget en jernbane fra  Regensburg til Weiden, som kort efter blev udvidet til Pressath og Bayreuth.
I de følgende år  1864 byggedes strækningen fra Weiden over Neustadt (Waldnaab) til Eger. Også banen fra Weiden over Weiherhammer mod Neukirchen–Nürnberg, der færdigbyggedes i 1875 var en del af Ostbahn.
Den videre udbygning af nettet blev overtaget af   Bayerischen Staatseisenbahnen.
Persontrafikken på disse lokalbanerer nedlagt:
- 1959:  Floß–Flossenbürg                              (6 km)
- 1962:  Grafenwöhr (Bf)–Kirchenthumbach              (15 km)
- 1966/76: Pressath–Grafenwöhr (Bf)–Grafenwöhr Lager  (8 km)
- 1975:  Floß–Vohenstrauß–Waidhaus–Eslarn (40 km)
- 1992:  Neustadt–Floß (10 km)

Dermed er der persontrafik på 89 kilometer jernbane i landkreisen, hvor det var 168 kilometer, da det var på det højeste.

## Byer og kommuner
Kreisen havde 94352  indbyggere pr.  2018-12-31

| Byer 1. Eschenbach in der Oberpfalz (4056) 2. Grafenwöhr (6363) 3. Neustadt am Kulm (1105) 4. Neustadt an der Waldnaab (5727) 5. Pleystein (2367) 6. Pressath (4349) 7. Vohenstrauß (7398) 8. Windischeschenbach (4960) Købstæder (Markt) 1. Eslarn (2691) 2. Floß (3465) 3. Kirchenthumbach (3241) 4. Kohlberg (1192) 5. Leuchtenberg (1155) 6. Luhe-Wildenau (3397) 7. Mantel (2728) 8. Moosbach (2370) 9. Parkstein (2301) 10. Tännesberg (1487) 11. Waidhaus (2198) 12. Waldthurn (1913) Kommuner 1. Altenstadt an der Waldnaab (4793) 2. Bechtsrieth (1047) 3. Etzenricht (1554) 4. Flossenbürg (1482) 5. Georgenberg (1333) 6. Irchenrieth (1480) 7. Kirchendemenreuth (869) 8. Pirk (1840) 9. Püchersreuth (1592) 10. Schirmitz (1969) 11. Schlammersdorf (857) 12. Schwarzenbach (1155) 13. Speinshart (1114) 14. Störnstein (1502) 15. Theisseil (1179) 16. Trabitz (1293) 17. Vorbach (1018) 18. Weiherhammer (3812) |

Kommunefri område overvejende ubeboet (47,72 km²)

1. Manteler Forst (36,47 km²)
2. Speinsharter Forst (11,25 km²)

| Administrationssamarbejder/ Verwaltungsgemeinschafte 1. Verwaltungsgemeinschaft Eschenbach in der Oberpfalz (Byerne Eschenbach in der Oberpfalz og Neustadt am Kulm og Kommunen Speinshart) 2. Kirchenthumbach (Markt Kirchenthumbach og kommunen Schlammersdorf und Vorbach) 3. Verwaltungsgemeinschaft Neustadt an der Waldnaab (Markt Parkstein og kommunerne Kirchendemenreuth, Püchersreuth, Störnstein og Theisseil) 4. Pleystein (Byen Pleystein og kommunen Georgenberg) 5. Pressath (Stadt Pressath og kommunerne Schwarzenbach og Trabitz) 6. Schirmitz (Kommunerne Bechtsrieth, Irchenrieth, Pirk og oSchirmitz) 7. Tännesberg (Købstæderne Leuchtenberg og Tännesberg) 8. Weiherhammer (Købstaden Kohlberg og kommunerne Etzenricht og Weiherhammer) |